# Johannes Blaskowitz

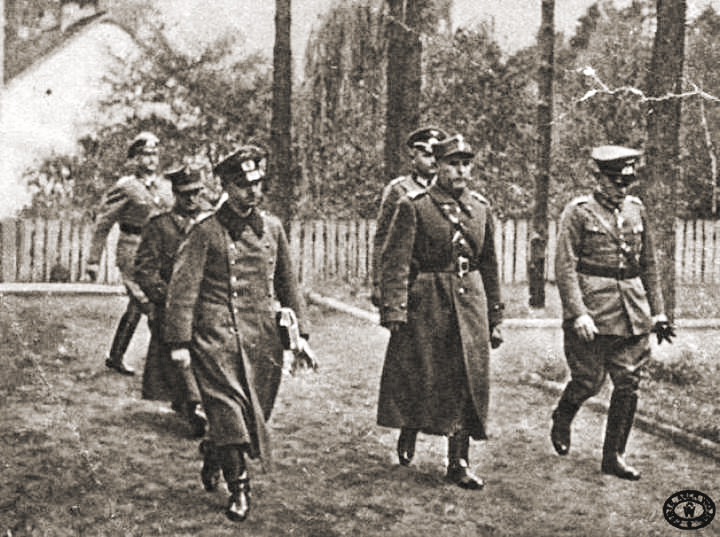
Gen. Tadeusz Kutrzeba i gen. Johannes Blaskowitz (z prawej) udają się na rozmowy w sprawie kapitulacji Warszawy

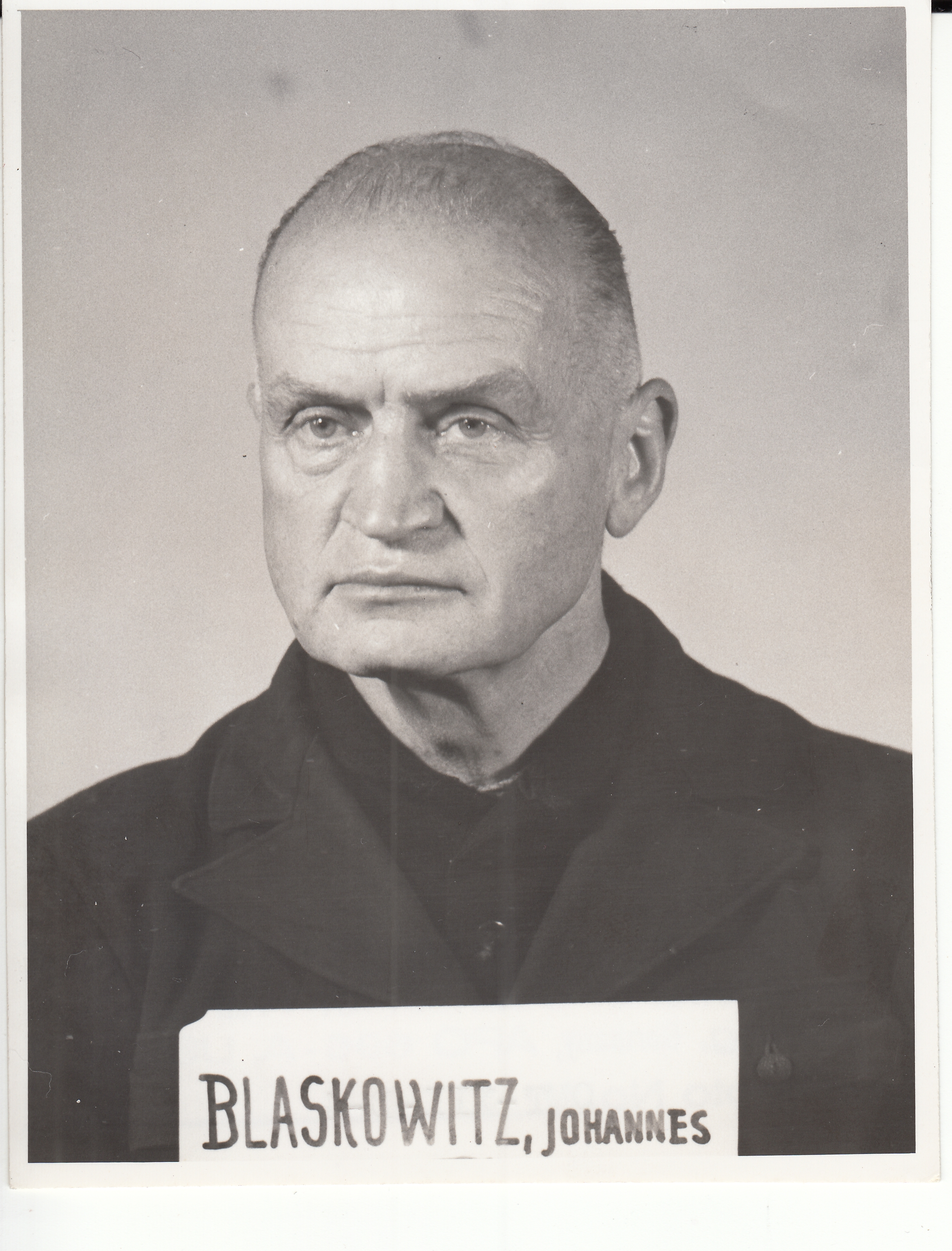
Johannes Blaskowitz jako oskarżony na procesie Oberkommando der Wehrmacht w Norymberdze

Johannes Albrecht Blaskowitz (ur. 10 lipca 1883 w Paterswalde, zm. 5 lutego 1948 w Norymberdze) – niemiecki wojskowy, generał pułkownik, dowódca grup armii „G” i „H” oraz sił okupacyjnych w Holandii, dowódca w kampanii wrześniowej. Weteran I i II wojny światowej.

## Życiorys
Urodził się w Prusach Wschodnich, w rodzinie pastora. Wstąpił do szkoły kadetów, a później jako oficer służył w jednostce w Ostródzie.

### Od I wojny światowej
Podczas I wojny światowej dowodził kompanią na froncie we Francji, Tyrolu i Bałkanach. Po wojnie pozostał w armii. Dowodził 14. pułkiem piechoty i od października 1930 był jednocześnie komendantem wojskowym Badenii. Od lutego 1933 w stopniu generała majora był inspektorem Szkół Wojskowych. 1 kwietnia 1935 został dowódcą II Okręgu Wojskowego. Jeszcze w 1935 został dowódcą II Korpusu Armijnego w Szczecinie. 10 listopada 1938 awansował na dowódcę 3. Grupy Armii w Dreźnie. Od marca 1939 sprawował wojskową władzę wykonawczą na Morawach (zob. Protektorat Czech i Moraw).

### II wojna światowa
Dowódca wielu jednostek Wehrmachtu w czasie II wojny światowej. Podczas kampanii wrześniowej dowodził 8. Armią – po wojnie uznany za winnego licznych zbrodni na ludności polskiej i jednego z odpowiedzialnych za zrujnowanie Warszawy podczas obrony Warszawy. Blaskowitz, jako dowódca 8. Armii (wraz z Güntherem von Kluge dowodzącym 4. Armią), był głównym odpowiedzialnym za zbrodnie Wehrmachtu w Wielkopolsce w okresie działania tymczasowego zarządu wojskowego (1 września – 25 października 1939 roku). Podczas bitwy nad Bzurą jego armia stała się celem polskiej ofensywy, poniosła poważne straty a sytuację opanowano dopiero po udzieleniu pomocy przez 4. i 10. Armię. Podkopało to zaufanie Adolfa Hitlera w jego umiejętności. Mimo to 20 października 1939 awansował na naczelnego dowódcę Ober-Ost, struktury wojskowej okupacji Polski.
W maju 1940 dowodził 9. Armią, ale szybko został przeniesiony do rezerwy. Jeszcze podczas kampanii francuskiej został dowódcą wojskowym w północnej Francji. Po jej zakończeniu znów odwołany do rezerwy, od października 1940 dowodził 1. Armią, okupującą Francję. 12 maja 1944 został dowódcą Grupy Armii G z zadaniem obrony południowej Francji. Chociaż nie był zwolennikiem Hitlera, po zamachu 20 lipca zadeklarował swoją lojalność. Po alianckim lądowaniu w południowej Francji (operacja Dragoon) koordynował ewakuację sił swojej grupy armii. Niebawem ponownie znalazł się w rezerwie, a od stycznia 1945 dowodził Grupą Armii H w Holandii. 10 kwietnia 1945 roku, jako dowódca „Twierdzy Holandia” (niem. Festung Holland), odmówił kapitulacji przed aliantami, oczekując rozkazu dowództwa niemieckiego lub generalnej kapitulacji. Uczestniczył w rozmowach z dowództwem alianckim na temat realizacji operacji „Manna”. Po złożeniu broni przez podległe mu oddziały, został wzięty do niewoli, którą spędził w obozie jenieckim w Dachau, a następnie w Allendorf.

### Śmierć
Po wojnie Blaskowitz przebywał w areszcie śledczym w Norymberdze, gdzie był przesłuchiwany w procesie Naczelnego Dowództwa Wehrmachtu. Na początku 1948 roku został oficjalnie oskarżony o zbrodnie wojenne, jednakże na skutek samobójczej śmierci 5 lutego, w trakcie trwania procesu (rzucił się w dół w tzw. rotundzie Pałacu Sprawiedliwości w Norymberdze), ostatecznie nie został osądzony i skazany.

## Kontrowersje
Kwestia odpowiedzialności Blaskowitza za zbrodnie wojenne, zwłaszcza wydarzenia z lat 1939 i 1940 w okupowanej Polsce jest sporna. Po zakończeniu kampanii wrześniowej Blaskowitz dowodził niemieckimi wojskami okupacyjnymi w Polsce, sprawował też zwierzchnictwo nad niemiecką policją i żandarmerią. Blaskowitz miał się wówczas sprzeciwić zbrodniom wojennym SS i policji na polskiej ludności cywilnej i nawet spowodował postawienie pewnej liczby zbrodniarzy przed sądami polowymi z orzeczonymi wyrokami śmierci. Wyroki skazujące uchylono po interwencji Hansa Franka u Hitlera, a Blaskowitz został przeniesiony na front zachodni. Resztę wojny spędził na froncie zachodnim, między innymi jako dowódca sił okupujących Holandię. Jest możliwe, iż hipoteza o zabójstwie dokonanym przez współwięźniów w Norymberdze, jest prawdziwa. Zabójstwo byłoby aktem zemsty za wyroki na członków SS, do których doprowadził Blaskowitz.

## Odznaczenia
- Kawaler Orderu Hohenzollernów z mieczami na wstędze wojennej
- Czarna Odznaka za Rany
- Kawaler Orderu Zasługi Wojskowej z mieczami
- Kawaler II klasy Orderu Lwa Zeryngeńskiego z mieczami
- Krzyż Wojenny Zasługi Brunszwiku II klasy
- Krzyż Fryderyka Augusta I klasy
- Krzyż Zasługi Wojskowej III klasy
- Medal Wojenny
- Krzyż Honorowy dla Walczących na Froncie (1 listopada 1934)
- Odznaka za 25-letnią Służbę w Heer (2 października 1936)
- Okucie Ponownego Nadania Krzyża Żelaznego II Klasy (11 września 1939)
- Okucie Ponownego Nadania Krzyża Żelaznego I Klasy (21 września 1939)
- Wspomnienie w Wehrmachtbericht (27 września 1939)
- Krzyż Rycerski Krzyża Żelaznego (30 września 1939)
  - Liście Dębu (29 października 1944)
  - Liście Dębu z Mieczami (25 kwietnia 1945)
- Wielki Krzyż Kawalerski Orderu Korony Włoch (28 stycznia 1941)
- Srebrny Krzyż Niemiecki (30 października 1943)
- Krzyż Zasługi Wojennej I i II klasy z mieczami
- Medal Pamiątkowy 1 października 1938 z okuciem Zamek Praga